# Лянча, Винченцо
Винченцо Лянча (итал. Vincenzo Lancia; 24 августа 1881, Фобелло, Пьемонт — 15 февраля 1937, Турин) — итальянский автогонщик, инженер и основатель компании Lancia.

## Биография

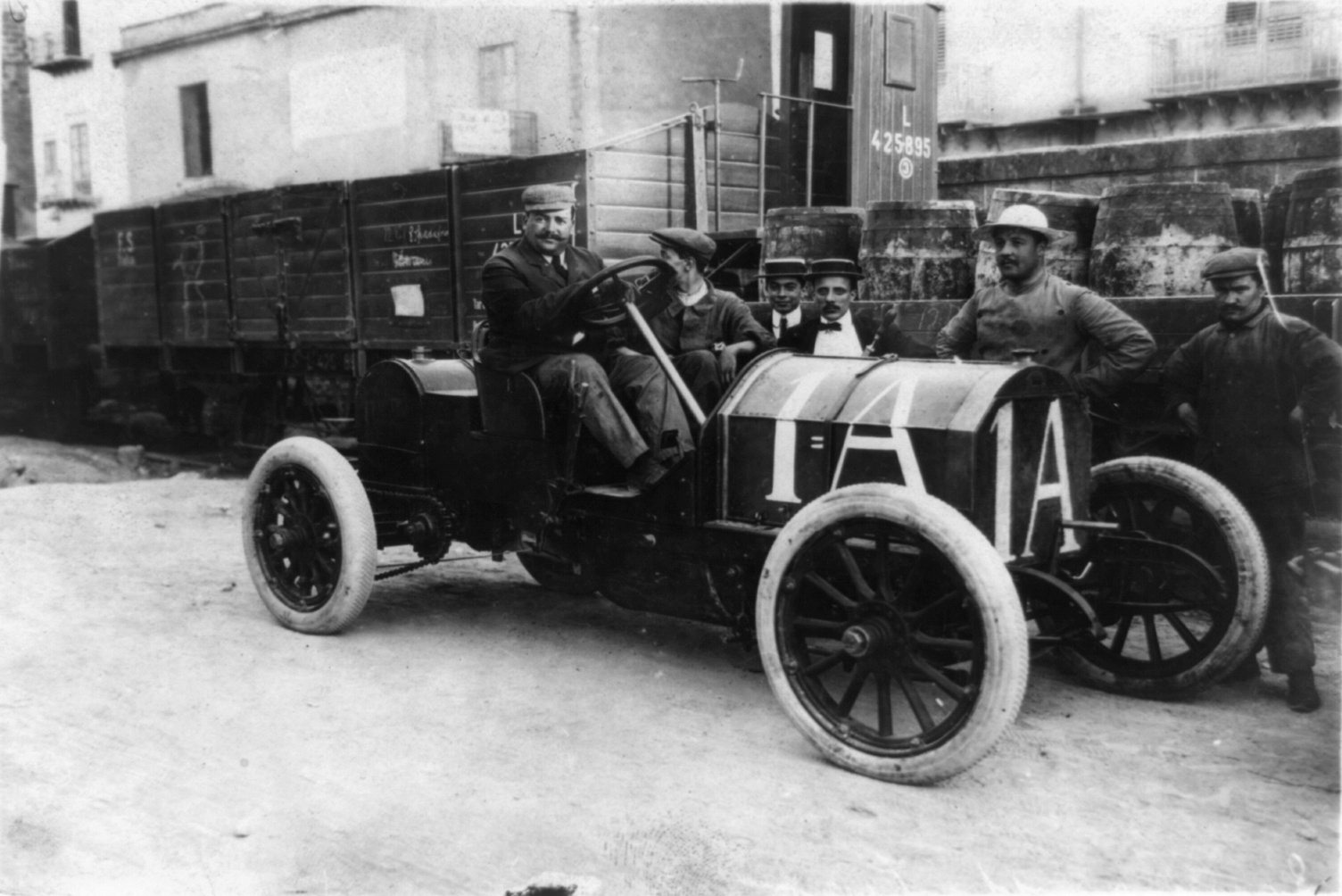
Винченцо Лянча на гонках Targa Florio, 1908

Винченцо Лянча родился в небольшой деревне Фобелло, недалеко от Турина 24 августа 1881 года, был младшим ребёнком в семье из четырёх детей (у него была одна сестра и два брата). С ранних лет у Винченцо проявился талант к математике и он мог бы стать бухгалтером, однако заинтересовался техникой и был в восторге от появившихся в то время первых автомобилей.
Ему удалось поступить в ученики к Джованни Баттиста Сейрано (итал. Giovanni Battista Ceirano), в тот момент — импортеру велосипедов в Турине, который позже станет одним из основателей компании Fiat). Винченцо назван бухгалтером в брошюре компании, выпущенной в 1898.
Однажды Лянча направили помочь графу Карло Бискаретти ди Руффиа (итал. Carlo Biscaretti di Ruffia) с его автомобилем Benz. Они познакомились в феврале 1899 и быстро стали друзьями. Позже он много помогал Винченцо Лянча в его карьере и считается одним из создателей логотипа Lancia.
В 19 лет Лянча стал главным инспектором в компании Fiat и также был водителем-испытателем. Он настолько хорошо справлялся со своими обязанностями, что компания Fiat пригласила его быть водителем на гонках на машинах компании. Первая победа была в 1900 году, на вторых гонках, в которых участвовал Fiat. Лянча проехал первый круг на Первом французском Гран-При 1906 года в Ле-Мане за 53 минуты 42 секунды.
Свой первый автомобиль он построил в 1907, это был Lancia Alfa-12HP, который содержал в себе много технологических новинок для того времени.
Винченцо Лянча умер от инфаркта в возрасте 55 лет 15 февраля 1937 года, незадолго до выпуска модели Aprilia в производство. Винченцо Лянча похоронен в Фобелло. Его жена Адель Мильетти Лянча и сын Джанни Лянча взяли руководство компанией на себя (1937—1955).